# Malik Bouziane
Malik Bouziane (11 januari 1978) is een Frans-Algerijns bokser, die uitkomt bij de bantamgewichten.
Hij nam eenmaal deel aan de Olympische Spelen, maar behaalde hierbij geen medaille. Hij werd in 2006 Algerijns kampioen.
Bouziane kende zijn internationale doorbraak in 2003: achtereenvolgens werd hij Afrikaans kampioen, won hij de Afrikaanse Spelen en behaalde hij een bronzen plak op de
Afro-Aziatische spelen in Haiderabad.
Een jaar later kon hij zich plaatsen voor de Olympische Spelen van Athene. In Athene won Bouziane in de eerste ronde van de
Fransman Ali Hallab. In de tweede ronde verloor hij van de Rus Gennady Kovalev. In datzelfde jaar won hij een gouden medaille op de
Pan-Arabische Spelen in Algiers.
In 2006 besloot Bouziane, na 126 overwinningen uit 150 kampen, om professioneel bokser te worden. Als profbokser kwam hij (tot juli 2008) 9 keer in de ring. Hij won alle
kampen, waarvan 1 met knock-out.

## Titels
- Algerijns kampioen - 2006
- Afrikaans kampioen - 2003, 2005

## Prestaties
| Jaar | Wedstrijd                   | Plaats     | Resultaat | Gewichtsklasse  |
| ---- | --------------------------- | ---------- | --------- | --------------- |
| 2003 | Afrikaanse Spelen           | Abuja      | 1e        | bantamgewichten |
|      | Afrikaanse kampioenschappen | Yaoundé    | 1e        | bantamgewichten |
|      | Afro-Aziatische Spelen      | Haiderabad | 3e        | bantamgewichten |
| 2004 | Pan-Arabische Spelen        | Algiers    | 1e        | bantamgewichten |
| 2005 | Afrikaanse kampioenschappen | Casablanca | 1e        | bantamgewichten |